# NGC 5217
NGC 5217 is een elliptisch sterrenstelsel in het sterrenbeeld Hoofdhaar. Het hemelobject werd op 7 mei 1826 ontdekt door de Britse astronoom John Herschel.

## Synoniemen
- UGC 8546
- MCG 3-35-9
- ZWG 102.19
- PGC 47793